# 이어 오브 드래곤
《이어 오브 드래곤》(Manhattan Sur, Year Of The Dragon)은 미국에서 제작된 마이클 치미노 감독의 1985년 네오누아르, 범죄, 드라마, 액션, 스릴러 영화이다. 미키 루크 등이 주연으로 출연하였고 디노 드 로렌티스 등이 제작에 참여하였다.

## 출연

### 주연
- 미키 루크
- 존 론

### 조연
- 아리안
- 레오나르드 테르모
- 레이몬드 J. 배리
- 캐롤라인 카바
- 에디 존스
- 조이 친

## 기타
- 원작자: 로버트 달리
- 미술: 울프 크로에거
- 배역: 조안나 멀린